# Charaxes perpullus
Charaxes perpullus är en fjärilsart som beskrevs av Philippe Darge 1968. Charaxes perpullus ingår i släktet Charaxes och familjen praktfjärilar. Inga underarter finns listade i Catalogue of Life.